# Philoliche nigra
Philoliche nigra är en tvåvingeart som först beskrevs av Travassos Dias 1962.  Philoliche nigra ingår i släktet Philoliche och familjen bromsar.
Artens utbredningsområde är Moçambique. Inga underarter finns listade i Catalogue of Life.